# Rhyacia helvetina
Rhyacia helvetina là một loài bướm đêm trong họ Noctuidae.